# Girolamo Grimaldi (cardinal, 1527)
Girolamo Grimaldi (né à Gênes, dans la république de Gênes et mort à Gênes le 27 novembre 1543) est un cardinal italien du XVIe siècle. D'autres cardinaux de la famille Grimaldi sont Girolamo Grimaldi-Cavalleroni (1643), Nicola Grimaldi (1706) et Girolamo Grimaldi (1730).

## Repères biographiques
Grimaldi est marié et a cinq enfants. Il entre dans l'état ecclésiastique après la mort de sa femme. Il est sénateur et clerc de Gênes.
Clément VII le crée cardinal lors du consistoire du 21 novembre 1527. Il est administrateur apostolique de Brugnato de 1528 à 1535, administrateur de Venafro de 1528 à 1536, administrateur de l'archidiocèse de Bari de 1530 à 1540, administrateur de Strongoli (it) de 1534 à 1535 et administrateur d'Albenga à partir de 1538. Grimaldi participe au conclave de 1534 lors duquel Paul III est élu pape. Il est encore légat apostolique à Gênes et à Romadiola.